# فرودگاه فائتون
فرودگاه فائتون (به انگلیسی: Phaeton Airport) (به زبان بومی: Aeroport de Phaeton) یک فرودگاه همگانی با کد یاتا FLT است . این فرودگاه در کشور هائیتی قرار دارد و در ارتفاع ۱ متری از سطح دریا واقع شده است.